# Mucin
Mucin eller slemämne, är egentligen en grupp av glykoproteiner med ganska långa peptidkedjor. Mucinerna gör olika sekret, exempelvis saliv och muköst sekret i mag- och tarmkanalen, trögflytande och trådiga. I mag- och tarmkanalen är de speciellt viktiga för att bilda en slembarriär mot maginnehållets sura miljö, där funktionen är att bryta ner chymus, som annars med sitt låga pH skulle kunna fräta sönder väggarna i tarmen och framför allt, i magsäcken.
Även i respirationsapparaten finns muciner som fångar upp mindre luftföroreningar. Genom cilietransport förs detta slem uppåt i luftrören för att till sist sväljas ner när det når pharynx (svalget).
Muciner i huden kan leda till pretibialt myxödem (framför allt vid Graves sjukdom).